# Jeff Sanders
Jeffery Raynard Sanders, detto Jeff (Augusta, 14 gennaio 1966), è un ex cestista statunitense, professionista nella NBA, in Spagna, Italia e Turchia.

## Carriera
È stato selezionato dai Chicago Bulls al primo giro del Draft NBA 1989 (20ª scelta assoluta).

## Statistiche

### College
| Anno      | Squadra           | PG  | PT | MP   | TC%  | 3P% | TL%  | RP  | AP  | PRP | SP  | PP   |
| --------- | ----------------- | --- | -- | ---- | ---- | --- | ---- | --- | --- | --- | --- | ---- |
| 1985-1986 | Georgia S. Eagles | 28  | -  | 25,9 | 54,9 | -   | 60,6 | 6,4 | 0,8 | 0,5 | 0,8 | 9,6  |
| 1986-1987 | Georgia S. Eagles | 31  | 31 | 31,8 | 52,1 | -   | 65,9 | 6,5 | 1,8 | 0,8 | 0,8 | 11,5 |
| 1987-1988 | Georgia S. Eagles | 31  | -  | 35,2 | 55,1 | -   | 72,6 | 8,2 | 1,1 | 0,7 | 0,5 | 18,1 |
| 1988-1989 | Georgia S. Eagles | 29  | 29 | 35,6 | 54,2 | -   | 73,0 | 8,8 | 2,1 | 0,9 | 1,3 | 23,2 |
| Carriera  | Carriera          | 119 | 60 | 32,2 | 54,1 | -   | 69,1 | 7,5 | 1,5 | 0,7 | 0,8 | 15,6 |

## Palmarès
- All-IBL First Team (2001)
- All-CBA First Team (2002)